# ترغكانو
ترغكانو دار الإيمان (بالجاوي: "ترڠڬانو دار الإيمان"، وبالبهاسا: "Terengganu") إقليم ماليزي على الساحل الشرقي لشبه جزيرة الملايو.
يحكم الولاية الحزب الإسلامي الماليزي (إخوان مسلمون) ويرأس حكومة الولاية عبد الهادي أوانج (ديسمبر 1999 إلى مارس 2004 م) رئيس الحزب، قام الحزب بتطبيق الشريعة الإسلامية بشكل جزئي في هذة الولاية.
يقع في جنوب ولاية ترغكانو أحد أهم الموانىء الصناعية في ماليزيا و هو ميناء كيمامان .

## أعلام
- عزيزول حسني أوانغ
- عبد الرحمن إبراهيم
- محمد ناصر إبراهيم فكري